# 殺人スタント
『殺人スタント』（さつじんスタント）は、2004年から2006年までテレビ朝日系「土曜ワイド劇場」で放送されたテレビドラマシリーズ。全2回。制作は朝日放送と東宝。主演は三田村邦彦。

## 概要
業界ではベテランの中年スタントマンが、撮影中に起こった殺人事件の謎を解いていく。
第1作は、デビュー初期の長澤まさみが出演している。
第2作では京本政樹が本人役でドラマ冒頭部にて出演しているが、主役の三田村と必殺シリーズネタでかけ合いをしていた。

## 登場人物

### 高見沢家
高見沢与四郎
演 - 三田村邦彦
ベテランの凄腕スタントマン。年齢からくる節々の痛みとも闘っている。
第1作では事務所に所属していたが、第2作では独立して個人事務所を開業している。
高見沢純子
演 - 宮崎美子
与四郎の妻。弁当屋を経営している。
高見沢仁美
演 - 長澤まさみ（第1作）、星井七瀬（第2作）
与四郎の娘。月宮のミステリー小説に夢中。

### その他
月宮麗樹
演 - 石井正則
人気ミステリー作家。第2作でミステリーツアー用の脚本「落ち武者伝説・孤島に眠る秘宝を探せ！」を書き、主役の落ち武者の大将役に与四郎を起用する。

### ゲスト
第1作「幽霊に殺される! 連続殺人死のメッセージ・中年スタントマンが挑む決死の大トリック」（2004年）
- 伊藤恵子（与四郎の同僚スタント） - 伊藤裕子
- 富山行夫（総合病院の3代目院長・初代院長の息子） - 冨家規政
- 陣野正樹（総合病院の外科医） - 緒形幹太
- 須山修司（総合病院の2代目院長・半年前崖から転落自殺） - 真実一路
- 塚原信一（総合病院の手術で妻を亡くした男） - 木村靖司
- 小野田（警部） - 石丸謙二郎
- 不二沼千次（与四郎の所属するスタント会社社長） - 荻島眞一
- 久保田磨希、篠田めぐみ、鈴木優介

第2作「落ち武者伝説! 南紀白浜ミステリー殺人ツアー 孤島に甦る復讐の亡霊 額の死文字が暴く完全犯罪の謎」（2006年）
- 安西要（ホテルの東京営業所社員・孝江の亡夫の弟） - 池田政典
- 戸見山久男（ツアー客） - 灰地順
- 戸見山さち（ツアー客・久男の妻） - 森康子
- 山崎信一（ツアー客・探偵） - 本城丸裕
- 高津（偽警官） - 立川貴博
- 馬渕孝江（ホテルのオーナー） - 愛華みれ
- 緑川真理子（旅行会社社長） - 相本久美子
- 恩田（刑事） - 谷本一
- 有名俳優 - 京本政樹（友情出演）

## スタッフ
- 原案 - 大谷羊太郎「完全犯罪学講義」
- 脚本 - 小森名津
- 監督 - 五木田亮一
- スタント&アクション - FCプラン
- 技術協力 - ビデオフォーカス（第1作）、ビデオスタッフ、渋谷ビデオスタジオ（第2作）、東新（第2作）
- プロデュース - 山内章弘（第1作）、塚田泰浩（第2作）、樋口優香（第2作）、東浦陸夫
- 制作 - 朝日放送、東宝

## 放送日程
| 話数 | 放送日        | サブタイトル                                                                                 | 脚本     | 監督       | 視聴率 |
| ---- | ------------- | -------------------------------------------------------------------------------------------- | -------- | ---------- | ------ |
| 1    | 2004年7月17日 | 幽霊に殺される! 連続殺人死のメッセージ・中年スタントマンが挑む決死の大トリック               | 小森名津 | 五木田亮一 | 13.5%  |
| 2    | 2006年7月15日 | 落ち武者伝説! 南紀白浜ミステリー殺人ツアー 孤島に甦る復讐の亡霊 額の死文字が暴く完全犯罪の謎 | 小森名津 | 五木田亮一 | 09.1%  |

- 視聴率はビデオリサーチ調べ、関東地区・世帯